# Американо (коктейль)
«Америка́но» (итал. Americano) — алкогольный коктейль-аперитив на основе красного вермута и кампари. Данный коктейль придумал бармен Гаспаре Кампари в 1860-х годах. Изначально он назывался «Милан-Торино», так как его ингредиенты были из Милана (биттер «Кампари») и из Турина (красный вермут «Punt e Mes»). В качестве гарнира — цедра лимона и половинка дольки апельсина.
Входит в число официальных коктейлей Международной ассоциации барменов (IBA), категория «Незабываемые» (англ. The Unforgettables).

## Рецепт
Ингредиенты:
- 30 мл сладкого красного вермута
- 30 мл Кампари
- содовая

Положить 4-5 кубиков льда в бокал. Добавить красный сладкий вермут и кампари, а сверху по вкусу долить содовую. Перемешать и украсить бокал долькой лимона или апельсина. Рекомендуется подавать в бокале «олд фешен».

## В культуре
Это первый напиток, заказанный Джеймсом Бондом в первом романе серии Яна Флеминга «Казино Рояль». В рассказе «с точки зрения убийства» Бонд выбирает американо в качестве подходящего напитка для простого кафе; предполагая, что "в кафе вы должны пить наименее оскорбительные из музыкальных комедийных напитков, которые идут с ними. Бонд всегда оговаривает Перье, ибо, по его мнению, дорогая содовая вода была самым дешёвым способом улучшить плохой напиток.